# イモリ科
イモリ科（イモリか、Salamandridae）は、両生綱有尾目に含まれる科。模式属はサラマンドラ属。

## 分布
北アメリカ大陸（アメリカ合衆国、カナダ、メキシコ）、アフリカ大陸の地中海沿岸、ユーラシア大陸（東アジア、ヨーロッパ）、日本

## 形態
最大種はイベリアトゲイモリで全長30cm。
自己防衛のために皮膚に毒を持つ種が多い。特徴的なものでは、フグ毒と同じテトロドトキシンを持つアカハライモリやカリフォルニアイモリ、筋肉の力で毒を発射（ファイア）するファイアサラマンダーなどがいる。
ヨーロッパに分布する複数の属では繁殖期のオスの背面の皮膚が伸長しヒレ状になることがある。

## 分類
- ピレネーナガレイモリ属 Calotriton
  - Calotriton arnoldi Montseny brook newt
  - Calotriton asper ピレネーナガレイモリ Pyrenean brook newt
- キンスジサンショウウオ属 Chioglossa
  - Chioglossa lusitanica　キンスジサンショウウオ
- イモリ属 Cynops
  - Cynops chenggongensis チェンコンイモリ（絶滅種？）
  - Cynops cyanurus アオイモリ
  - Cynops ensicauda シリケンイモリ
  - Cynops fudingensis フーディンイモリ
  - Cynops glaucus ウーファイイモリ
  - Cynops orientalis チュウゴクイモリ
  - Cynops orphicus クァントンイモリ　
  - Cynops pyrrhogaster アカハライモリ
  - Cynops wolterstorffi ユンナンイモリ（絶滅種）
- イボイモリ属 Echinotriton
  - Echinotriton andersoni イボイモリ Anderson's crocodile newt
  - Echinotriton chinhaiensis チンハイイボイモリ
- ナガレイモリ属 Euproctus
  - Euproctus montanus コルシカナガレイモリ
  - Euproctus platycephalus サルジニアナガレイモリ
- スベイモリ属 Lissotriton
  - Lissotriton boscai ボスカイモリ
  - Lissotriton helveticus ヒラユビイモリ　Palmate newt
  - Lissotriton italicus イタリアイモリ
  - Lissotriton montandoni キバライモリ
  - Lissotriton vulgaris スベイモリ（オビイモリ） Smooth newt
- スパイクサラマンダー属 Lyciasalamandra
  - Lyciasalamandra anatlyana
  - Lyciasalamandra atifi
  - Lyciasalamandra billae
  - Lyciasalamandra fizilae
  - Lyciasalamandra flavimembris
  - Lyciasalamandra helverseni
  - Lyciasalamandra luschani スパイクサラマンダー
- コシトゲサラマンダー属　Mertensiella
  - Mertensiella caucasica　コーカサスサラマンダー
- ミヤマイモリ属 Mesotriton
  - Mesotriton alpestris　ミヤマイモリ　（アルプスイモリ）Alpine newt
- ツエイモリ属 Neurergus
  - Neurergus crocatus　ツエイモリ　
  - Neurergus kaiseri　カイザーツエイモリ　
  - Neurergus microspilotus　コモンツエイモリ
  - Neurergus strauchi　ストラエヒツエイモリ
- トウブイモリ属 Notophthalmus
  - Notophthalmus meridionalis　ゴマダライモリ
  - Notophthalmus perstriatus　アカスジイモリ
  - Notophthalmus viridescens　ブチイモリ　Eastern newt
- スジイモリ属 Ommatotriton
  - Ommatotriton ophryticus トルコスジイモリ
  - Ommatotriton vittatus シリアスジイモリ
- フトイモリ属 Pachytriton
  - Pachytriton brevipes　フトイモリ（ブチフトイモリ）　Spotted paddle-tail newt
  - Pachytriton glanulosus　キメアラフトイモリ
  - Pachytriton labiatus　ムハンフトイモリ　Paddle-tail newt
- コブイモリ属 Paramesotriton
  - Paramesotriton caudopunctatus ビハンイモリ
  - Paramesotriton chinensis シナコブイモリ
  - Paramesotriton deloustali ベトナムコブイモリ
  - Paramesotriton fuzhongensis フゾンコブイモリ
  - Paramesotriton guangxiensis コワンシーコブイモリ
  - Paramesotriton hongkongensis ホンコンイモリ Hong Kong warty newt
  - Paramesotriton laoensis ラオスコブイモリ
- トゲイモリ属　Pleurodeles
  - Pleurodeles nebulosus アルジェリアトゲイモリ
  - Pleurodeles poireti
  - Pleurodeles waltl イベリアトゲイモリ Iberian ribbed newt
- サラマンドラ属 Salamandra
  - Salamandra algira
  - Salamandra atra アルプスサラマンドラ Alpine salamander
  - Salamandra corsica　
  - Salamandra infraimmaculata　
  - Salamandra lanzai ランザサラマンドラ
  - Salamandra salamandra マダラサラマンドラ Fire salamander
- メガネイモリ属 Salamandrina
  - Salamandrina terdigitata メガネイモリ
  - Salamandrina perspicillata キタメガネイモリ
- カリフォルニアイモリ属 Taricha
  - Taricha granulosa　サメハダイモリ　Rough-skinned newt
  - Taricha rivularis　クロメイモリ　Red-bellied newt
  - Taricha torosa　カリフォルニアイモリ　California newt
- クシイモリ属 Triturus
  - Triturus carnifex　アルプスクシイモリ　（イタリアクシイモリ）
  - Triturus cristatus　ホクオウクシイモリ　（キタクシイモリ）　Great crested newt
  - Triturus dobrogicus　ダニューブクシイモリ
  - Triturus karelinii　トルコクシイモリ　（ミナミクシイモリ）　Southern crested newt
  - Triturus marmoratus　マダライモリ　Marbled newt
  - Triturus pygmaeus　カージスマダライモリ　（チビマダライモリ）
- ミナミイボイモリ属 Tylototriton
  - Tylototriton asperrimus キメアライボイモリ
  - Tylototriton kweichowensis コイチョウイボイモリ
  - Tylototriton shanjing ミナミイボイモリ　Emperor newt
  - Tylototriton taliengensis ターリャンイボイモリ
  - Tylototriton verrucosus モトイボイモリ　Himalayan crocodile newt
  - Tylototriton vietnamensis ベトナムイボイモリ
  - Tylototriton wenxianensis ウェンシャンイボイモリ

## 生態
森林、河川、渓流、池沼等に生息する。水に漬かると溺れてしまうような陸棲種もいれば、逆にほぼ陸に上がらない完全水生種、陸棲だが繁殖期になると水棲になる種もいる。
食性は動物食で、昆虫類、節足動物、甲殻類、貝類、ミミズ、両生類の卵や幼生等を食べる。
繁殖形態は卵生で、主に水中で水草や石の下に卵を産みつける。オスがメスに精子の入った包み（精包）を渡し、メスが総排出腔から取りこみ受精する（体内受精）。ファイアサラマンダーは卵管の中で卵を孵化させ幼体になってから体外に放出する（卵胎生）。また繁殖期にオスがメスの目の前で尾を振る繁殖行動を行う種がいるが、アカハライモリでこの繁殖行動の際にオスの尾からソデフリンというフェロモンが分泌されることが判明している。

## 人間との関係
ファイアサラマンダーは火の精霊として象徴とされたり、その毒性が誇張され忌み嫌われたりしてきた。
ペットとして飼育されることもあり有尾目全体から見れば流通量は多い。日本に生息するアカハライモリやシリケンイモリはデパートの屋上などで見かけることもあるが海外での人気も高い。しかしペット用の乱獲や環境による生息地の破壊により生息数は減少しており、先に挙げたヨーロッパに生息する本科の構成種では生息地で厳重に保護されている。
また、発生学の分野ではモデル生物として使われる。ヴァルタ―・フォークトやハンス・シュペーマンの実験がこれを用いて行われたことで有名であるほか、再生能力が高いことから、この分野でも実験材料となる。
2016年、筑波大学の千葉親文准教授らの研究室が、イモリの体が再生する構造を解明したと発表した。
食用としても利用されるが、少なくとも日本国内、ヨーロッパ圏の人々にとってはゲテモノである。